# Makram Dabboub
Makram Dabboub (Túnez, Túnez, 30 de diciembre de 1972) es un exjugador y entrenador de fútbol tunecino. Actualmente está sin club.

## Carrera como jugador
En la temporada 1988-89, debutó en el Espérance y permaneció allí hasta el verano de 1993. Más tarde, ficharía por el ES Zarzis, donde ganó la copa nacional en la temporada 2004-05. En dicho club, finalizaría su carrera como jugador tras la temporada 2008-09.

## Carrera como entrenador
En mayo de 2008, fue técnico interino del ES Zarzis y lo dirigió en la derrota por 2-1 ante el Club Africain. Desde finales de 2010, trabajó como entrenador de arqueros en la Asociación Palestina de Fútbol con los diferentes entrenadores que dirigieron a la selección absoluta.
En mayo de 2021, fue oficializado como entrenador de la selección de Palestina y reemplazó a Noureddine Ould Ali. Su debut oficial fue en la Copa Árabe 2021 donde venció a Comoras para avanzar a la fase de grupos. No obstante, los palestinos perderían dos de los siguientes tres encuentros y no pudieron avanzar a la fase final. En junio de 2022, logró la clasificación a la Copa Asiática 2023 luego de vencer a Filipinas por 4-0.Sin embargo, en dicha competencia, quedó eliminado en octavos de final después de caer ante Catar por 2-1.En diciembre de 2024, fue relevado de sus funciones.

## Clubes

### Como jugador
| Club      | País  | Año       |
| --------- | ----- | --------- |
| Espérance | Túnez | 1989-1993 |
| ES Zarzis | Túnez | 1993-2008 |

### Como entrenador
| Club                   | País      | Año       |
| ---------------------- | --------- | --------- |
| ES Zarzis              | Túnez     | 2008      |
| Selección de Palestina | Palestina | 2021-2024 |

## Palmarés

### Como jugador

#### Campeonatos nacionales
| Título        | Club      | País  | Año     |
| ------------- | --------- | ----- | ------- |
| Copa de Túnez | ES Zarzis | Túnez | 2004-05 |